# Absolución (derecho)
La absolución, en Derecho, se da cuando una sentencia judicial dictamina que una persona no es culpable del delito del que ha sido juzgado. Lo contrario de una sentencia absolutoria es una sentencia condenatoria.
La absolución tiene una serie de consecuencias jurídicas muy importantes. En primer lugar, implica la finalización de todas las medidas que se hubieran adoptado para evitar la posible huida del acusado: devolución de la fianza, finalización de la prisión preventiva, etc. Además, la absolución por sentencia firme también supone que se pueda utilizar la excepción de cosa juzgada. Esta excepción prohíbe que se pueda volver a juzgar a la misma persona del mismo delito por los mismos hechos.
En ocasiones, y en algunos ordenamientos jurídicos, la sentencia penal afecta únicamente al ámbito penal, por lo que podría volver a juzgarse el caso ante una posible responsabilidad civil derivada de los hechos. Eso puede ocurrir porque se entienda que no existiendo delito, sí que ha existido un comportamiento o una negligencia que ha causado daños a terceros que deben ser resarcidos.

## Derecho anglosajón
En el derecho anglosajón existe la figura de no culpable que es equivalente a inocente aunque no significan lo mismo.  Es un término comúnmente usado en el derecho procesal penal que toma como modelo al estadounidense.
No culpable es un recurso usado por la defensoría del imputado que se utiliza cuando la fiscalía o parte acusadora es incapaz o se declara incompetente en establecer con pruebas fehacientes ante el jurado,  de que el imputado es realmente culpable sin lugar a dudas de los cargos que se le imputan, aunque el hecho punible se haya establecido.  La sentencia absolutoria (sobreseimiento) que prosigue se redacta en los mismos términos como No culpable de los cargos que se imputan al acusado.
Distinto es cuando el acusado es encontrado inocente de los cargos imputables cuando se establece por parte de la defensoría las pruebas claras, irrefutables y fehacientes ante la fiscalía y el jurado, de la absoluta inocencia del acusado.

## Algunos casos mediáticos con declaración de No-Culpables
- O.J. Simpson fue declarado No culpable de la muerte de su esposa Nicole Brown Simpson y su amante en 1991.
- Michael Jackson  fue declarado No culpable en 2005 por los casos de pederastía que se le imputaban.
- Lindsay Lohan se declaró No culpable de los cargos de robo en febrero de 2011.[2]
- Conrad Murray, el médico personal de Michael Jackson se declaró No culpable de la muerte del artista en enero de 2011.[3]
- Francisco Camps, expresidente de la Generalidad Valenciana se declaró No culpable de cohecho impropio por aceptar regalos de la trama de corrupción Gürtel.[4]